# Dositeu (historiador)
Dositeu (en llatí Dositheus, en grec antic Δωσίθεος) fou un historiador grec del qual es coneixen quatre obres:
- 1. Σικελικά, sobre Sicília,(esmentada per Plutarc a Parall. Min. 19)
- 2. Λυδιακά, sobre Lídia (esmentada per Plutarc a Parall. Min. 30.)
- 3. Ἰταλικά, sobre Itàlia (esmentada per Plutarc a Parall. Min. 33, 34, 37, 40)
- 4. Πελοπίδαι, sobre el Peloponès, el regne de Pèlops (esmentada per Plutarc a Parall. Min. 33 i per Esteve de Bizanci a Δώριον).[1]